# Église orthodoxe vieille-ritualiste lipovène
L'Église orthodoxe vieille-ritualiste lipovène, Église orthodoxe vieille-ritualiste ou Église chrétienne-orthodoxe du vieux rite (en roumain : Biserica Ortodoxă de Stil Vechi a Lipovenilor, Biserica Creștin-Ortodoxă de Rit Vechi ou Biserica Ortodoxă de Rit Vechi din România) est une Église vieille-croyante créée au XVIIe siècle. Le nom des Lipovènes provient des Filipoviens (en roumain : Filipoveni) adeptes de Daniil Filippov le Pustosviat (« saint anachorète ») de Kostroma (1672-1742), l'un des prêtres vieux-croyants.

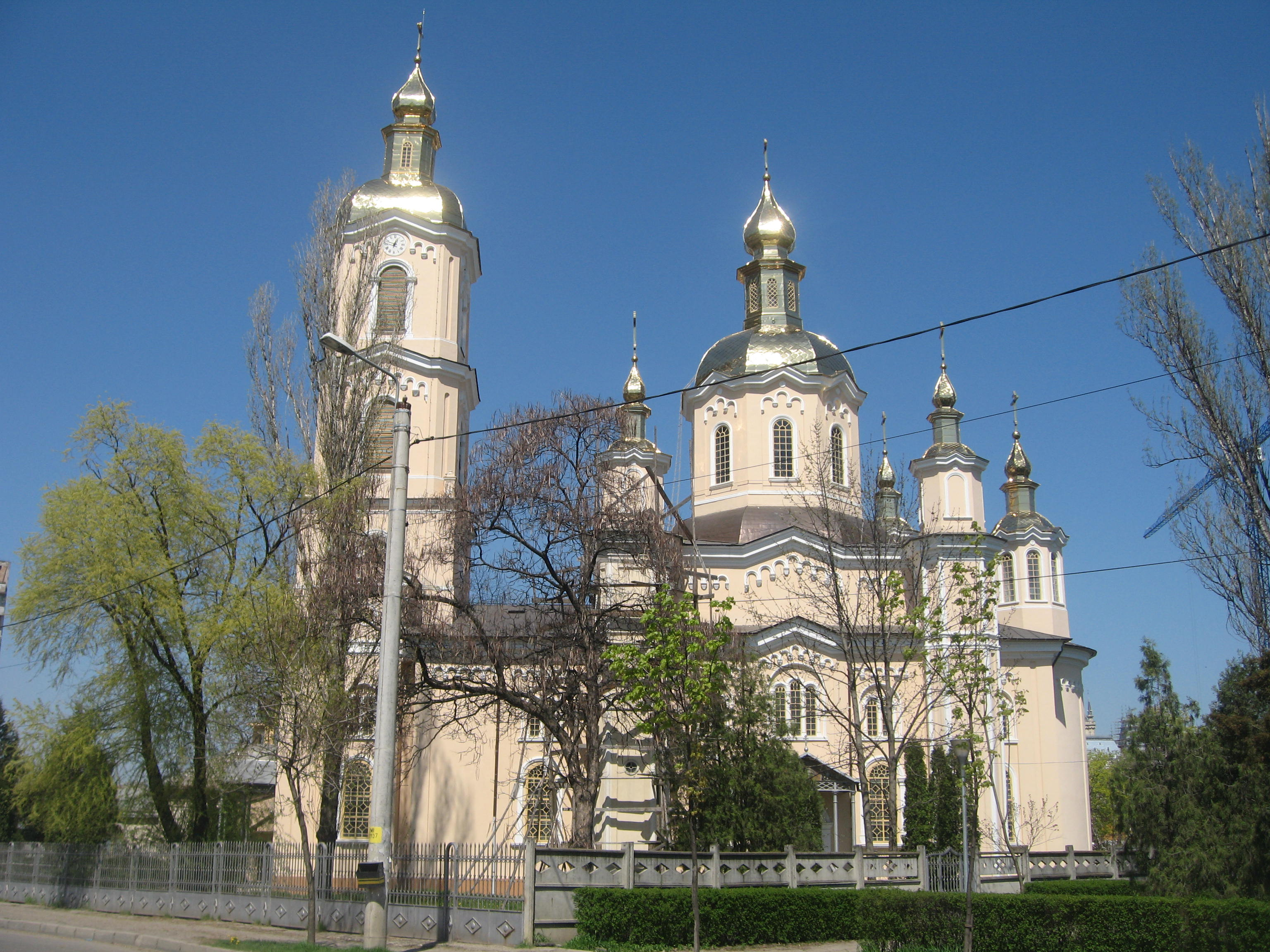
Église de Iași

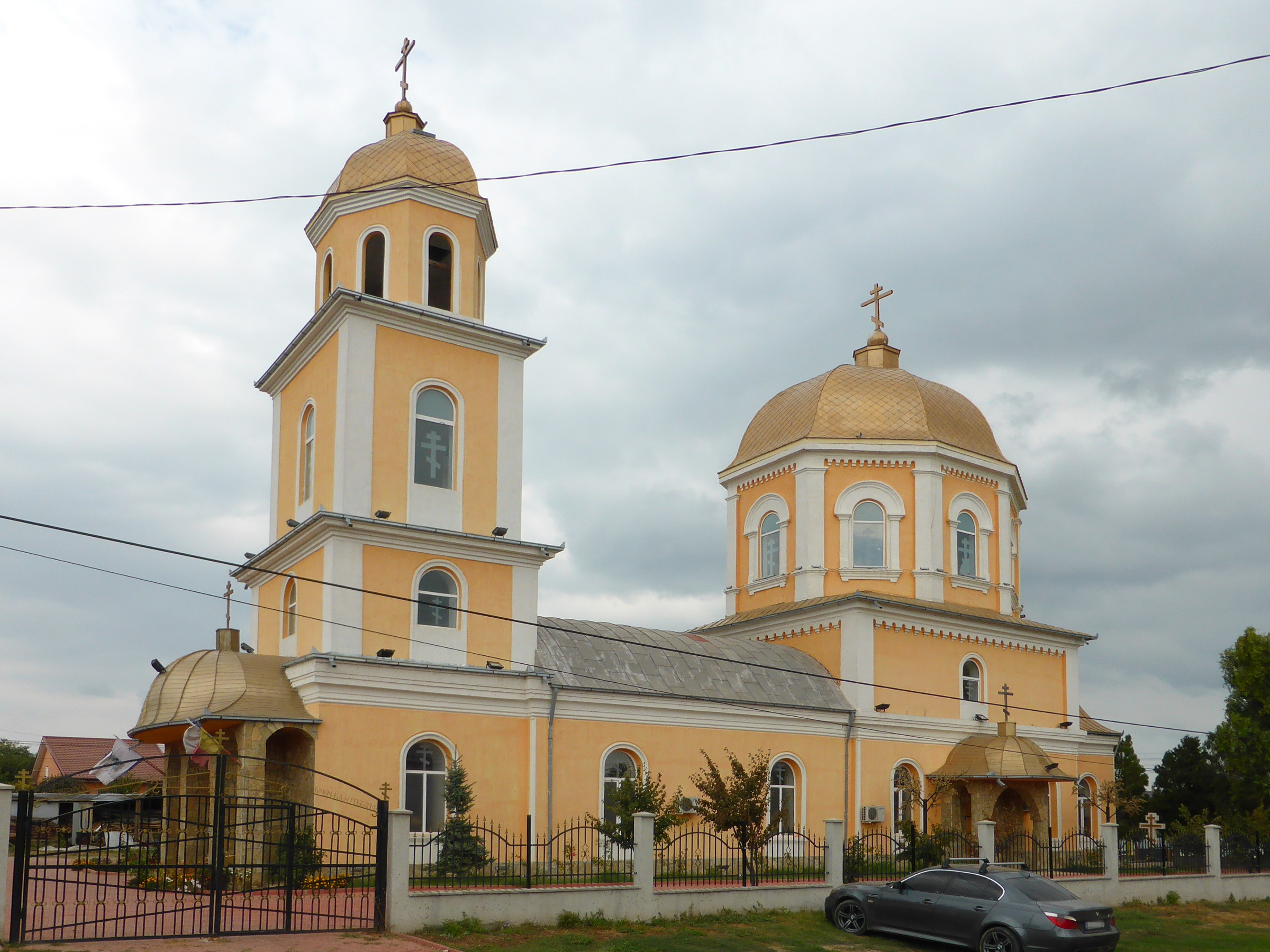
Église de Năvodari

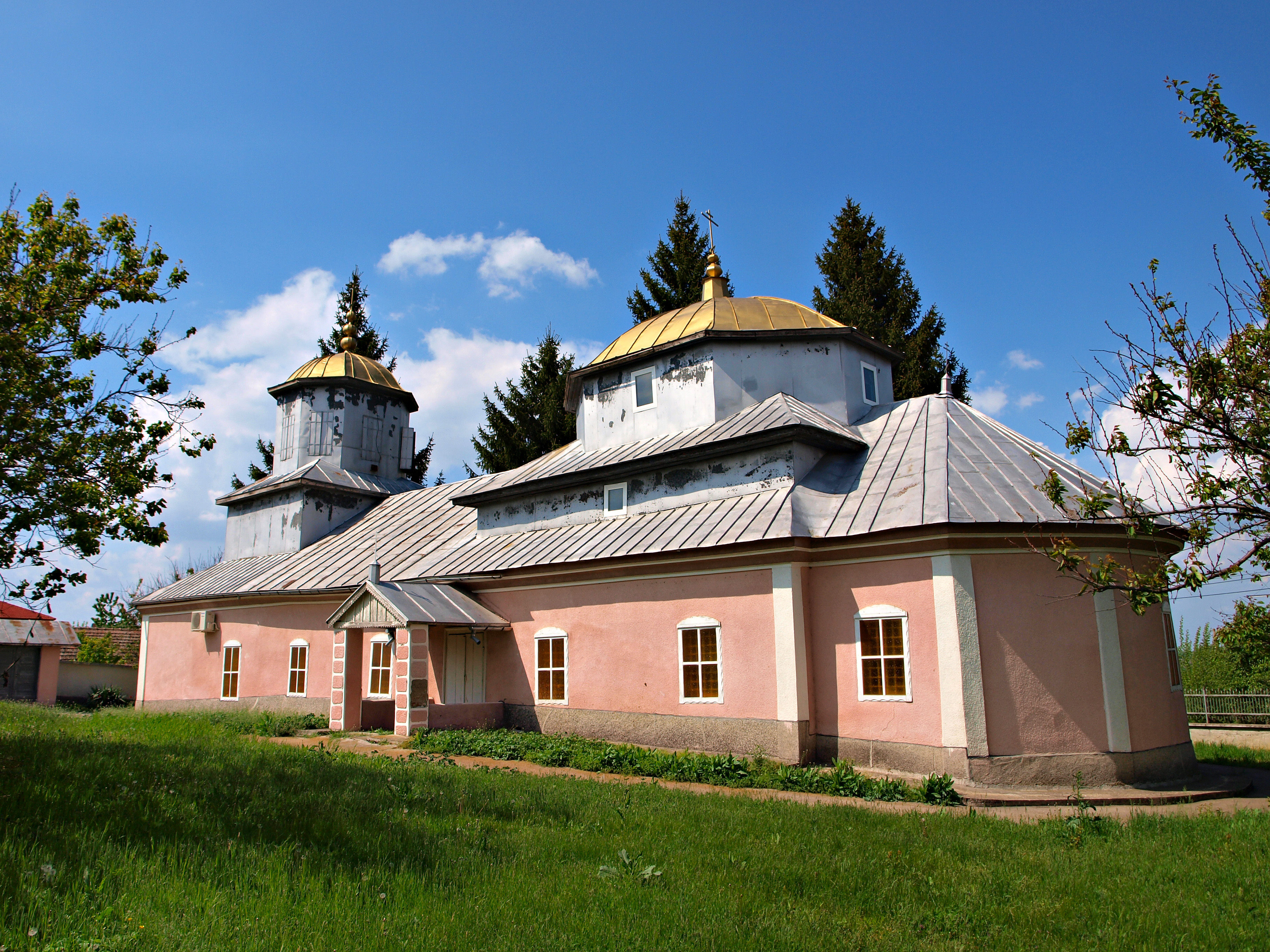
Église de Tataritsa/Aydemir (Bulgarie)

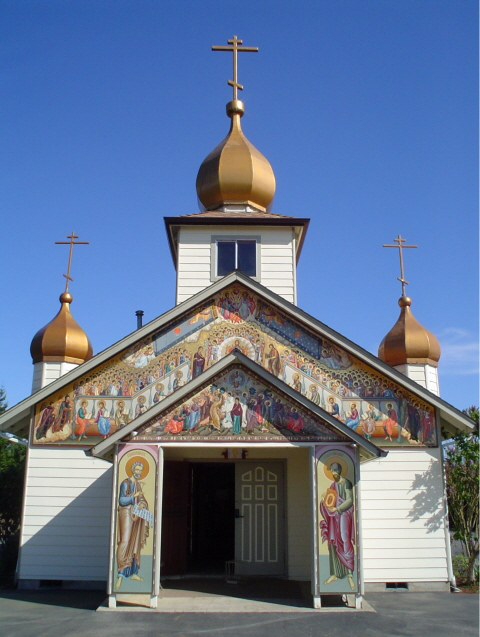
Église de Gervais en Oregon (États-Unis)

Le chef de l'Église porte le titre de « Archevêque de Fântâna Albă et de Bucarest, Métropolite de tous les Chrétiens vieux-orthodoxes », avec résidence à Brăila en Roumanie (titulaire actuel : Léonce depuis le 24 octobre 1996). Fântâna Albă en Bucovine moldave, devenue autrichienne en 1775, est aujourd'hui Bila Krynytsya en Ukraine occidentale, d'où le nom de « Hiérarchie de Bila Krynytsya » pour cette « Église-Mère » de la branche presbytérienne des orthodoxes vieux-croyants.

## Histoire

### Réformes du patriarche Nikon et Raskol
En 1653, le patriarche de Moscou Nikon introduit des modifications dans le rituel pour le rapprocher de l'usage byzantin. Ces réformes soulèvent la réprobation des traditionalistes de l'Église orthodoxe russe menés par l'archiprêtre Avvakoum,,. Le concile de 1666-1667 entérine les réformes et prononce l'anathème contre les opposants en les déclarant schismatiques. Ce schisme est généralement appelé « Raskol » ou « Raskol nikonien » (никонианский раскол) [par les Vieux-croyants]. Les Vieux-croyants vont être persécutés par l'État et l'Église officielle, avec une sévérité variable, jusqu'à la fin de l'Empire russe.
Vers 1710, les Vieux-croyants se divisent en deux branches :
- les Vieux-croyants presbytériens (« avec prêtres ») ne renoncent pas au sacerdoce. Ils acceptent le ralliement de prêtres ordonnés dans l'Église « nikonienne » et cherchent à rétablir une Église avec une triple hiérarchie ;
- les Vieux-croyants non-presbytériens (« sans prêtres ») renoncent définitivement au sacerdoce, considérant qu'il n'y a plus dans le monde une hiérarchie orthodoxe légitime.

### Installation des Vieux-croyants dans la Principauté de Moldavie
Les Lipovènes sont les Russes vieux-ritualistes qui ont fui la Russie en raison des persécutions religieuses et qui se sont installés en Moldavie et dans la région des bouches du Danube.

### Hiérarchie de Bila Krynytsya
- 1847 Rétablissement de l'épiscopat par l'intermédiaire du métropolite Ambroise[6] de Sarajevo (Bosnie) à Bila Krynytsya, alors dans l'empire austro-hongrois.
- 1988 La Métropole de Moscou se déclare indépendante.

## Organisation

### Structure territoriale

#### Roumanie
L'Église compte quatre éparchies (diocèses) en Roumanie :
- Éparchie de Fântâna Albă (Bila Krynytsya) (avec siège à Brăila)[7] (avec une paroisse à Fântâna Albă en Ukraine)
- Éparchie de Slava (avec siège à Slava Rusă) (avec une paroisse à Tataritsa/Aydemir en Bulgarie)
- Éparchie de Bucovine et de Moldavie (siège à Târgu Frumos)
- Éparchie de Tulcea (avec siège à Tulcea)

#### Hors de la Roumanie
- Éparchie des États-Unis, basée à Gervais (Oregon), qui comprend les paroisses des États-Unis, du Canada et d'Australie.
- Éparchie occidentale, basée à Turin, qui comprend les paroisses d'Italie, d'Espagne, du Portugal, de France, d'Allemagne, d'Autriche et de Hongrie.
- Éparchie des États baltes, basée à Jekabpils, comprenant les paroisses d'Estonie, de Lettonie et de Lituanie.

## Situation actuelle

### Roumanie

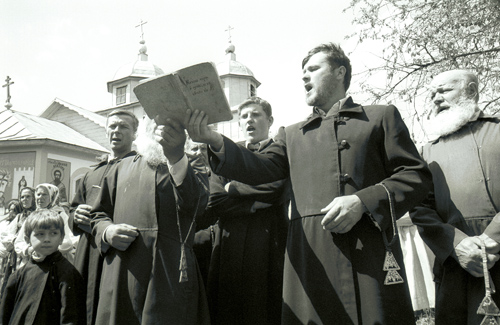
Vieux-croyants lipovènes du village de Slava Cercheză, Roumanie.

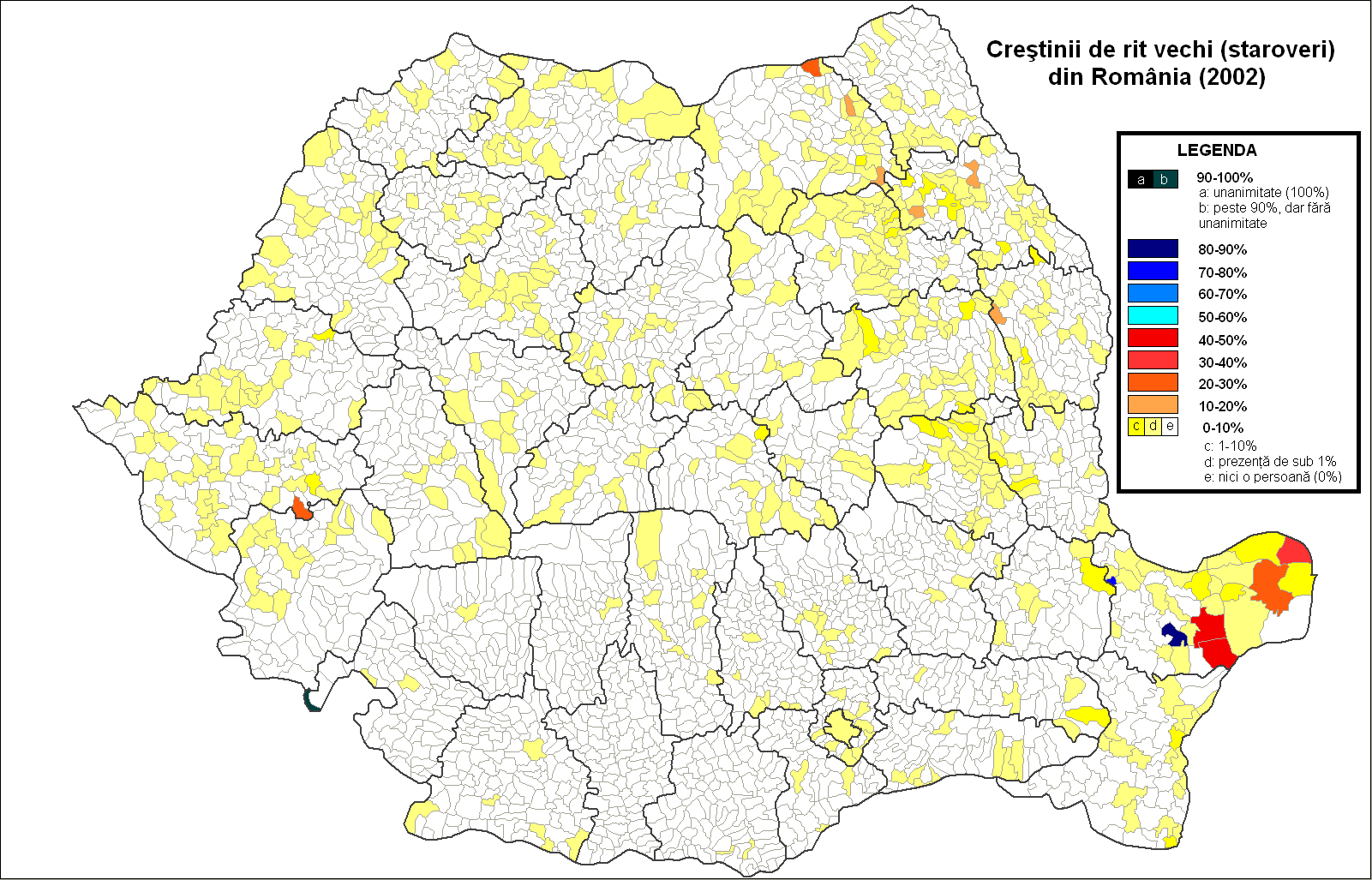
Les lipovènes de Roumanie (au nord-ouest, en Bucovine, ceux de la partie roumaine de Fântâna Albă).

Selon le recensement de la population roumaine de 2011, 32 558 personnes, soit 0,17 % de la population, déclarent appartenir à l'Église orthodoxe vieille-ritualiste lipovène.
Selon le recensement de la population roumaine de 2011, 27 % des 32 558 personnes déclarant appartenir à l'Église orthodoxe vieille-ritualiste lipovène vivent dans le județ de Tulcea, 12,32 % dans le județ de Neamț, 10,94 % dans le județ de Iași, 9,01 % dans le județ de Suceava, 8,32 % dans le județ de Constanța, 4,81 % dans le județ de Bacău et 4,74 % dans le județ de Brăila.
53,03 % des chrétiens de vieux rite sont issus de la communauté lipovène, 41,98 % de la majorité roumaine, 2,00 % de la communauté ukrainienne et 1,74 % de la communauté rom, alors que 1,25 % a déclaré appartenir à une autre ethnie.

## Primats
- Ambroise (28 octobre 1846-26 juillet 1848)
- Cyrille (4 janvier 1849-2 décembre 1873)
- Athanase (9 mai 1874-1er octobre 1905)
- Macaire
- Silouyan
- Innocent
- Tikhon
- Joasaph (1972-1982)
- Timon (1985-2 janvier 1996)
- Léonce (24 octobre 1996-aujourd'hui)